# Kazimierz Vincenz
Kazimierz Feliks Vincenz (ur. 24 stycznia 1901 w Kołomyi, zm. 28 maja 1975 w Solurze) – polski działacz emigracyjny w Szwajcarii.

## Życiorys
Urodził się 24 stycznia 1901 w Kołomyi. Był młodszym bratem Stanisława. Brał udział w wojnie polsko-ukraińskiej oraz wojnie polsko-bolszewickiej (1918-1920). Ukończył studia z tytułem inżyniera górnika. Po wybuchu II wojny światowej był żołnierzem Wojska Polskiego we Francji w 1940.
Po wojnie pozostał na emigracji w Szwajcarii. Został działaczem tamtejszego Stowarzyszenia Polskich Kombatantów. Wraz z żoną Halszką w 1950 założył i prowadził Kiermasz Książki Polskiej przy SPK w Szwajcarii, propagując tym samym polskie książki i czytelnictwo w tym kraju. Z uzyskiwanych dochodów KKP fundował akcje kulturalne. Pełnił funkcję sekretarza Fundacji im. Anny Godlewskiej oraz zasiadał w Komitecie Nagrody im. Anny Godlewskiej. Zajmował się popularyzacją literatury emigracyjnej, organizowaniem konkursów literackich.
Zmarł 28 maja 1975 w Solurze, w trakcie przygotowań jubileuszu 25-lecia KKP. Pośmiertnie w tym roku został odznaczony Złotą Honorową Odznaką Koła Lwowian w Londynie. Po jego śmierci żona Halszka prowadziła Fundusz Kazimierza F. Vincenza w Szwajcarii. Spuścizna po Kazimierzu i Halszce (zm. 2006) Vincenzach została przekazana do Muzeum Polskiego w Rapperswilu.

### Małżeństwa i dzieci
Był dwukrotnie żonaty. Z pierwszą żoną miał córkę Alinę, po mężu Chodkowską. Jego drugą małżonką była Halszka z d. Poniatowska.

## Odznaczenia
- Krzyż Wojenny (Francja)[7]